# Улица Кентманни
У́лица Ке́нтманни (эст. Kentmanni tänav) — улица в Таллине, столице Эстонии. 

## География
Пролегает в микрорайонах Татари, Сибулакюла и Сюдалинн городского района Кесклинн. Начинается от бульвара Эстония, пересекается с улицей Сакала, бульваром Рявала, улицами Аллика и Каука и заканчивается на перекрёстке с улицей Лийвалайа.
Протяжённость — 501 м.

## История
Современное название улицы используется уже с 1885 года (Кентманская улица, эст. Kentmanni tänav, эст. Kentmani tänav, нем. Kentmanstraße, Kentmannstraße). Название улицы Кентманн, вероятно, произошло от фамилии Вильгельма Готфрида Кентманна (1805—1889), директора школы для бедных (нем. Luthers Armenschule), располагавшейся на углу улиц Кентманни и Сакала, работавшего там с 1830 по 1874 год. Однако это название может относиться и к его сыну Вольдемару Фридриху Кентманну (1833—1901), который жил в том же доме, что и его отец. В конце XIXI — начале XX века улица Кентманни также называлась улицей Хоспидали (эст. Hospidali tänav, нем. Hospitalstraße) и улица Госпитальная, так как она вела к госпиталю, где оказывали бесплатную помощь беднякам. Позже на его месте располагалась Таллинская центральная больница.
В период с 24 мая 1939 года по 29 августа 1940 года и во время немецкой оккупации носила название улица Константина Пятса (эст. Konstantin Pätsi tänav, нем. Konst(antin) Pätsstraße), в честь первого президента Эстонской Республики. В 1940—1941 и 1944—1989 годы называлась улицей Яана Креукса (эст. Jaan Kreuksi tänav), в честь эстонского коммуниста, члена ЦК КП Эстонии Яана Креукса. 13 ноября 1989 года улице вернули историческое название.
Общественный транспорт по улице не курсирует.

## Застройка
Со второй половины 1940-х годов до 2010-х годов застройка улицы относилась к первой половине и середине XX века, затем началось возведение офисных и жилых зданий новой таллинской архитектуры:

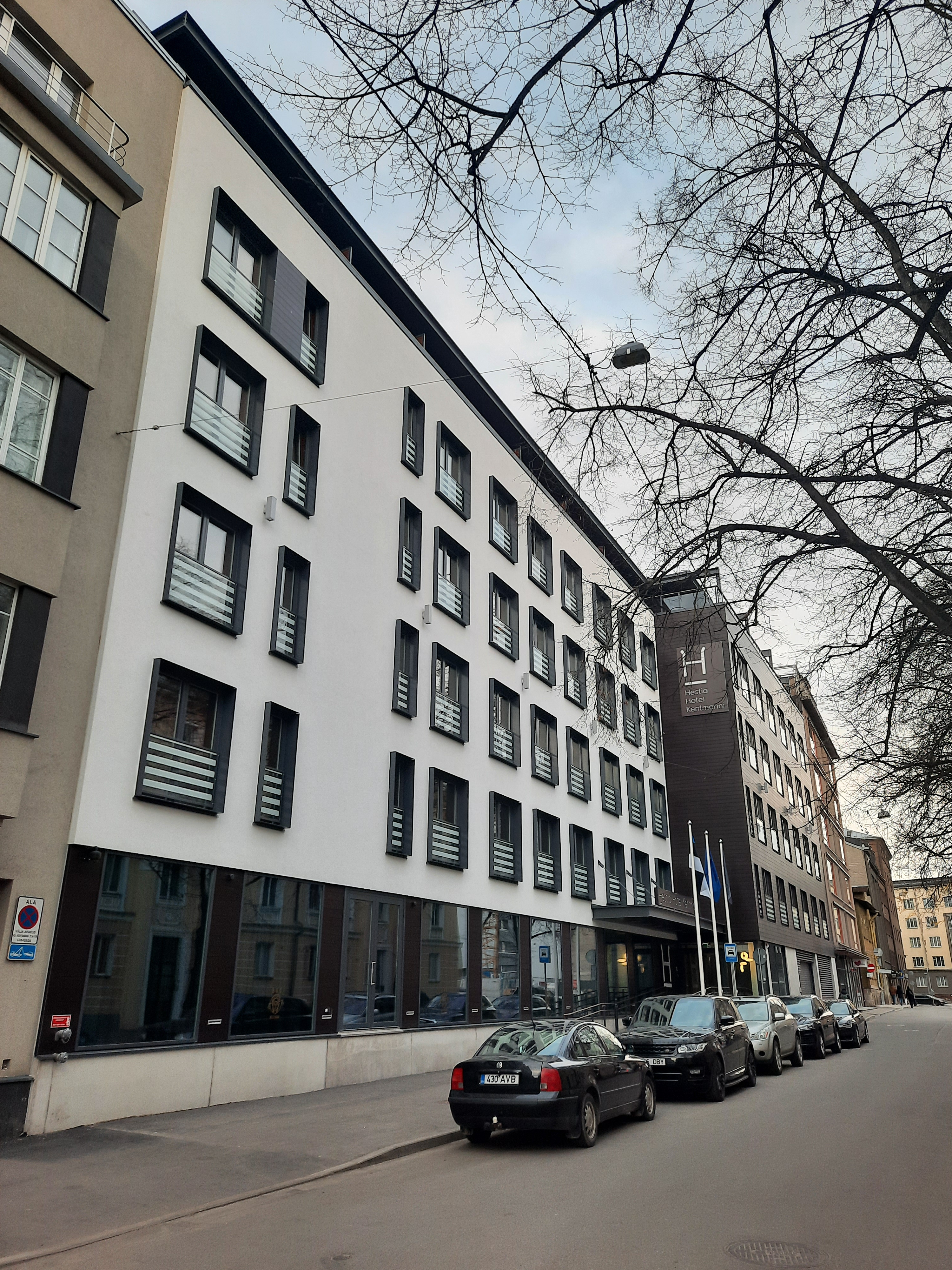
Дом 13, отель «Hestia»

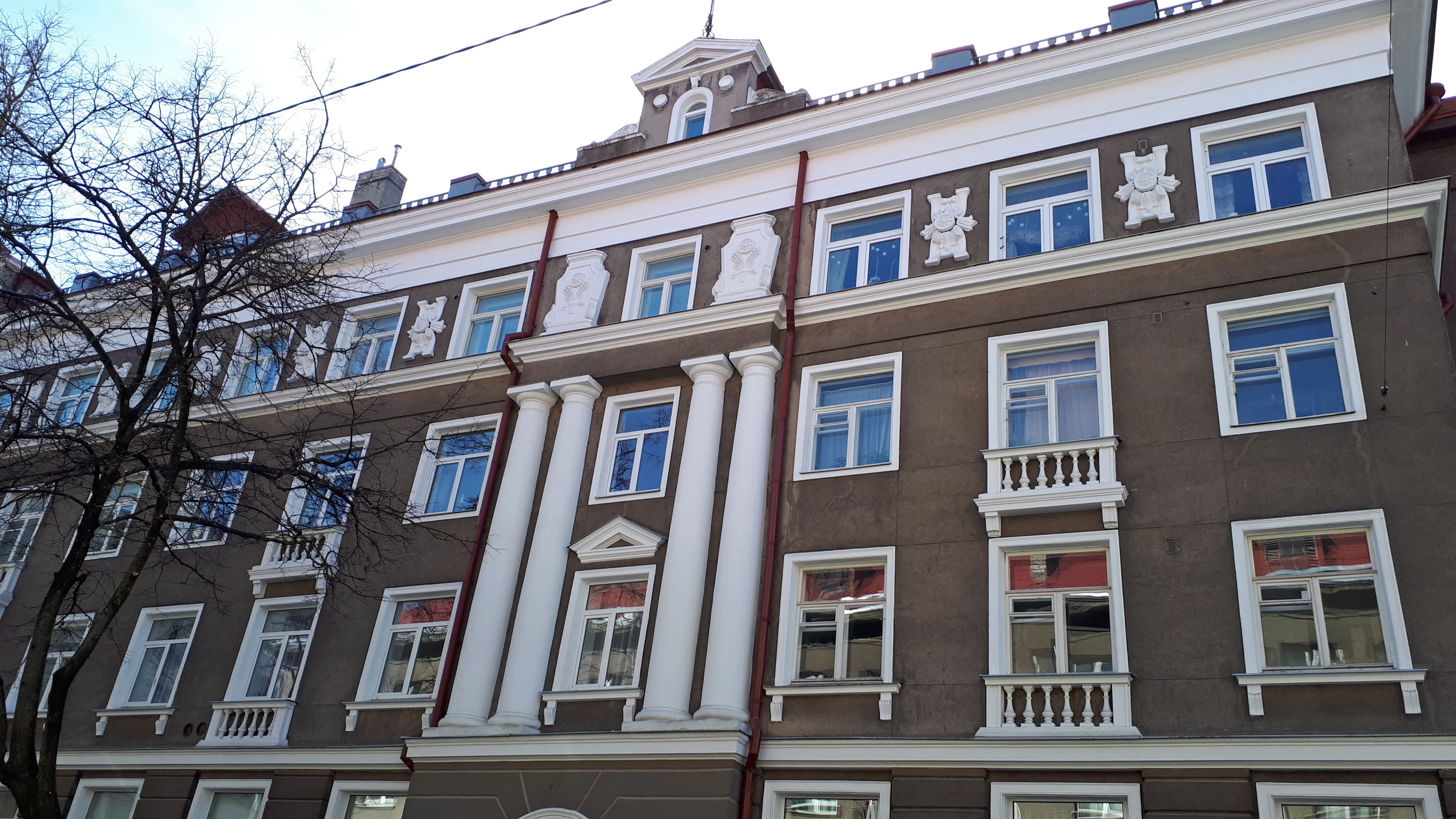
Дом 18, построен в 1956 году

- дом 4 — шестиэтажное офисное здание, построено в 2013 году;
- дом 6 — четырнадцатиэтажное офисно-жилое здание, построено в 2015 году;
  - в доме по адресу Kentmanni tn 6 работала Таллинская городская немецкая гуманитарная гимназия для девочек[6] . С 1940 до 1990-х годов здание занимали различные профессиональные училища, в частности, Таллинская женская профшкола (эст. Tallinna Naistööstusõpilastekool), Таллинский техникум лёгкой промышленности[эст.] и др. В доме по адресу Kentmanni tn 6В до 1928 года работала Таллинская 24-я начальная школа[эст.][7]. Оба здания в 1995 году были включены в Государственный регистр памятников культуры Эстонии как памятники истории[8] и исключены из него в 2002 году в связи с тем, что первое здание разрушилось, а второе в результате реконструкции утратило большую часть черт памятника культуры, и восстановить их достаточно достоверно не представлялось возможным[9];
- дом 7 — четырёхэтажный квартирный дом (1961);
- дом 9 — семиэтажный квартирный дом (1969);
- дом 10 — пятиэтажный квартирный дом (1961);
- дом 11А — четырёхэтажный кирпичный жилой дом (1920);
- дом 11В — пятиэтажный кирпичный жилой дом (1940);
- дом 13 — шестиэтажное здание было построено в 1971 году для городского комитета ЛКСМ Эстонии (ЛКСМЭ) Ленинского района Таллина, затем в нём работал Судебный дом Кентманни Харьюского уездного суда. В 2010-х годах было перестроено под гостиницу;
- дом 17 — двухэтажный деревянный квартирный дом (1940),
- дом 18 — пятиэтажный квартирный дом (1956);
- дом 19  — пятиэтажный квартирный дом, построенный в 1932 году по проекту архитектора Карла Треуманна-Тарваса. Представительный жилой дом т. н. таллинского типа. Предположительно, вначале на каждом этаже было по одной квартире. Оригинальные окна, стоявшие ещё в 1990-х годах, заменены; сделана неподходящая по стилю надстройка[10];
- дом 20 — представительное шестиэтажное здание построено в 1930 году по проекту архитекторов Герберта Йохансона[эст.] и Фердинанда Адоффа[эст.]. До 1940 года принадлежало эстонскому агроному и предпринимателю Альфреду Кальму[эст.]. Изначально в доме было шесть больших и десять маленьких квартир. Сразу после завершения строительства три квартиры были арендованы посольствами: здесь размещались посольства Америки, Швеции и Польши[10]. В советское время в здании размещался Центральный комитет ЛКСМЭ[11];
- дом 20A — шестиэтажный жилой дом из кирпича, оштукатурен. Был построен в 1925 году для работников расположенного неподалёку Банка Эстонии, в настоящее время это квартирный дом;
- дом 21 — шестиэтажный квартирный дом, построен из кирпича, оштукатурен (1936);
- дом 22, дом 24 — четырёхэтажные квартирные дома (1940);
- дом 28 — двухэтажный деревянный жилой дом, построенный в 1949 году, снесён в конце 2010-х годов. В 2020 году было получено разрешение на строительство на этом грунте семиэтажного квартирного дома с двумя подземными этажами по проекту архитектора Иллимара Труверка (Illimar Truverk)[12];
- дом 32А — пятиэтажный доходный дом, построен в 1935 году по проекту архитектора Эугена Захариаса[эст.].  Один из самых простых квартирных домов Захариаса, которому оконные створки добавляют модности, а терракотовая штукатурка — солидности[10]. В настоящее время это — квартирный дом.

## Учреждения и предприятия
- Kentmanni tn 4 — бизнес-дом «Сакала» (Sakala Ärimaja);
- Kentmanni tn 13 — 4-звёздочный отель «Hestia Hotel Kentmanni»[13];
- Kentmanni tn 20 — посольство США в Эстонии[14];
- Kentmanni tn 21 — кафе-пончиковая «Kentmanni Sõõrikukohvik»[15].